# Hollywood
Hollywood (pronuncia inglese /ˈhɒlɪwʊd/; in italiano /ˈɔllivud/) è un distretto della città di Los Angeles, in California, situato a nord-est dal centro della città.
La popolazione è stimata sulle 300 000 unità (i distretti di Los Angeles non hanno confini ufficiali). Nonostante non sia una città, ma un distretto, è detta "La città dei V.I.P." o "Tinseltown" e le prime della maggioranza dei film e cortometraggi statunitensi avvengono nei suoi Cinema . Inoltre vi vengono consegnati i premi Oscar, nell'omonima cerimonia annuale. È infatti detta anche "La Mecca del cinema".
È formata da bassi edifici e da larghe strade e viali posti ai margini delle due celebri vie, Sunset Boulevard e Wilshire Boulevard. All'interno raccoglie i grandi teatri di posa (21 nel periodo di massima prosperità) e le abitazioni degli attori, dei registi e dei produttori, situate in genere alle pendici della vicina collina di Beverly Hills.

## Storia
Il nome Hollywood (che significa letteralmente "bosco di agrifogli") sarebbe stato coniato nel 1886 dall'imprenditore Hobart Johnstone Whitley, definito il "padre di Hollywood" per le grandi opere che realizzò come l'Hollywood Hotel e la Banca di Hollywood. Secondo il diario di H.J. Whitley, il nome dell'area nacque mentre era in viaggio di nozze, nel 1886, e si trovava in cima alla collina che dà sulla valle. 
A un certo punto arrivò un uomo cinese su un carro che trasportava legna. L'uomo scese dal carro e si inchinò. A quest'uomo cinese venne chiesto cosa stesse facendo, e lui rispose "I holly-wood", intendendo "I'm hauling wood", cioè "Sto trasportando legname". Whitley ebbe un'epifania e decise che il nome della nuova città sarebbe stato "Hollywood". "Holly" - l'agrifoglio - avrebbe rappresentato l'Inghilterra mentre "wood" avrebbe rappresentato la sua discendenza scozzese. Il nome venne poi utilizzato la prima volta ufficialmente su di un atto notarile da H.H. Wilcox, quando vi impiantò la sua azienda agricola di 160 ettari nel 1887.
A partire dagli anni venti la storia di Hollywood venne a intrecciarsi con la storia stessa del cinema statunitense alla fine del XIX secolo Hollywood doveva essere ancora un ranch, divenuto un villaggio soltanto agli inizi del secolo successivo.

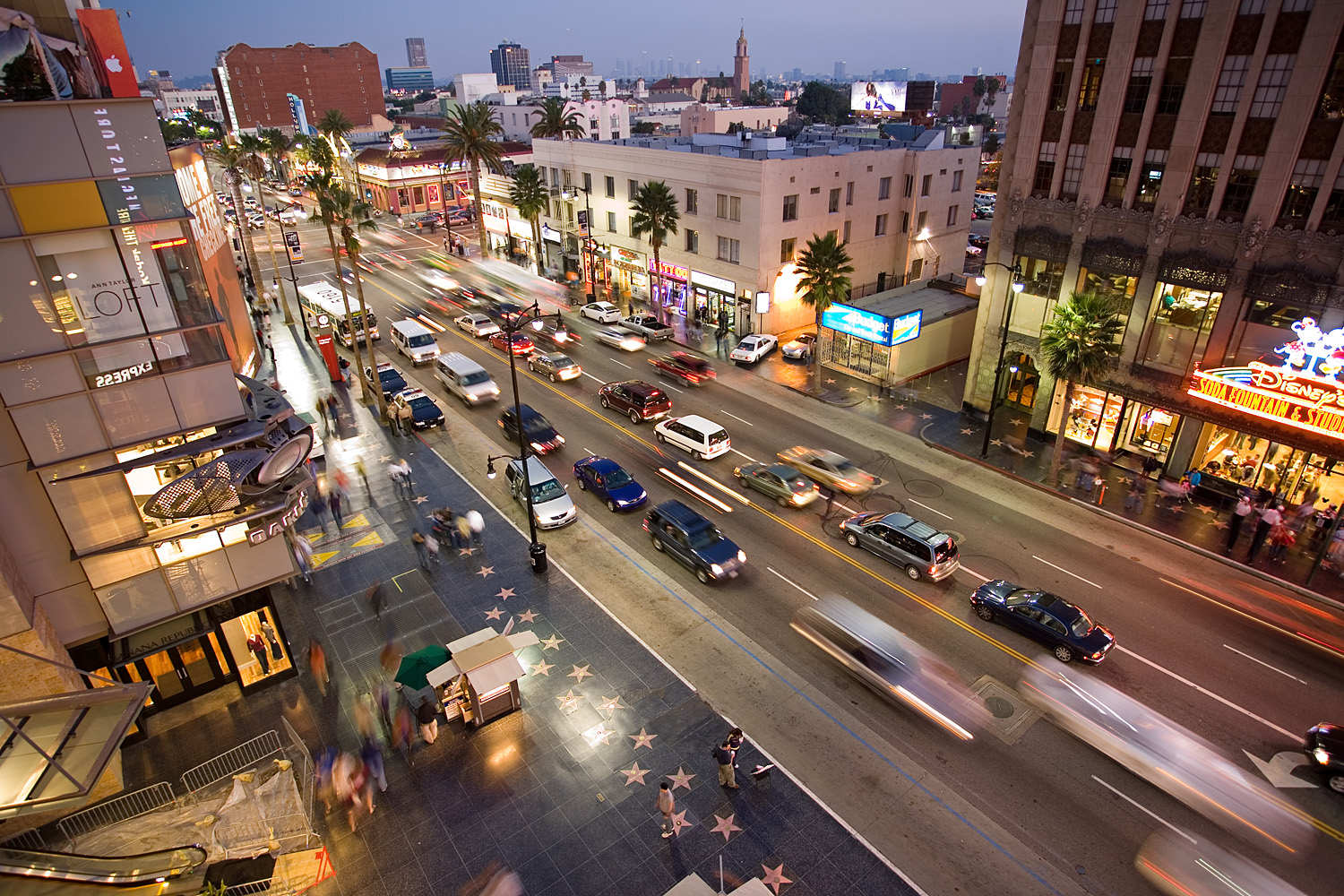
Hollywood Boulevard, vista dal Dolby Theatre

L'incremento demografico e la fama di "Mecca del cinema" arrivarono non molto più tardi, nel 1910, più o meno grazie alla lotta per i brevetti cinematografici, scatenatasi negli Stati Uniti d'America proprio in quegli anni (con esattezza nel 1907): quella che allora rappresentava la più potente compagnia, la Motion Picture Patents Company, monopolizzava tutti i brevetti, impedendo ai concorrenti di realizzare film; da New York e maggiormente da Chicago (che era allora il centro della produzione cinematografica) i produttori indipendenti iniziarono a trasferirsi con le loro troupe in California, Stato in cui il monopolio della MPPC non era legalmente valido, e fu così che giunsero a Hollywood. Il villaggio venne scelto sia per le favorevoli condizioni climatiche sia per la vicinanza al mare, alle montagne e al deserto (quello di Mojave), ambienti che si prestavano chiaramente come ottimi sfondi naturali per girare gli "esterni" per i vari filoni cinematografici.

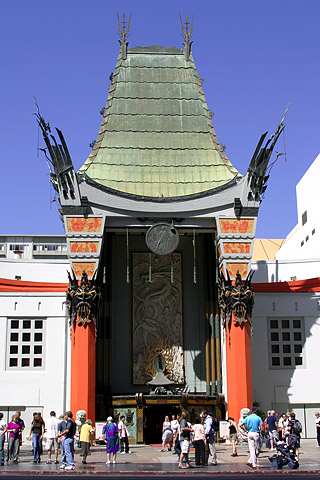
Il celebre Chinese Theater, uno dei simboli di Hollywood

Già nel 1920 Hollywood era divenuta il centro dell'industria cinematografica statunitense per eccellenza, e qui nacque e si sviluppò su vasta scala il fenomeno del divismo, non senza tuttavia alcune conseguenze negative. Benché fosse ricercata per il lusso e la popolarità che la più grande macchina di produzione per il grande schermo poteva offrire, il tutto alimentato dalle cronache mondane e dagli uffici stampa pubblicitari, non va dimenticata l'immensa folla di questuanti che, provenienti da ogni parte dell'America ma anche dall'Europa, attendevano invano l'occasione propizia per inserirsi nel mondo del cinema: anche scrittori famosi, chiamati a Hollywood, si adattarono alla vita di soggettisti e sceneggiatori e spesso il lavoro non venne neppure utilizzato (è il caso di Scott Fitzgerald). Su tutto regnavano i produttori i quali, prima che le ragioni artistiche, valutavano le qualità commerciali di un'opera. Dagli anni trenta gli studios di Hollywood svilupparono una maniera di fare cinema che tutt'oggi è un punto di riferimento in tutto il mondo: il cinema narrativo classico.
La storia di Hollywood è segnata da un graduale ma quasi inarrestabile declino della sua fortuna nel secondo dopoguerra. Molteplici furono i motivi di questa decadenza, tra cui una legge antitrust che, impedendo la concentrazione di numerose attività economiche legate al cinema nelle mani di poche industrie, causò una crisi delle grandi compagnie cinematografiche; a questo si aggiunse la concorrenza della televisione e il distacco del pubblico giovanile. Di conseguenza furono inevitabili la riduzione del numero di film prodotti, lo spostamento di numerose produzioni a New York o in Europa, la chiusura di numerosi studi.
Dalla fine degli anni Sessanta si registrò un miglioramento della situazione; i produttori cinematografici riuscirono a superare la crisi su tutti i diversi livelli elencati e lo fecero affidando maggior decisione gestionale nelle mani dei registi in una nuova epoca di prosperità e creatività che venne definita New Hollywood la quale durò fino all'inizio degli anni Ottanta. Le produzioni si attennero a politiche di decentramento delle attività, comprendendo anche ampi ricorsi a produzioni televisive (molti telefilm che vediamo ancora oggi sui nostri teleschermi sono prodotti delle grandi case hollywoodiane). Hollywood resta, comunque, il sogno di centinaia tra coloro che desiderano far carriera "sul grande schermo", il più grande centro di produzione filmica passata e presente, la casa del film per antonomasia.